# طائر الجنة
طيور الجنة عبارة عن أعضاء في فصيلة Paradisaeidae من الرتبة عصفوريات. وتعيش أغلبية أنواع هذه العائلة على جزيرة نيو غينيا وتوابعها، مع تواجد أنواع قليلة في جزر الملوك (Moluccas) وشرقي أستراليا. وتضم هذه العائلة أربعين نوعًا في 14 جنسًا. وربما تشتهر أعضاء هذه العائلة بريش الذكور لدى معظم الأنواع، خصوصًا الريش الطويل والممتد من المنقار أو الأجنحة أو الرأس وتتميز بألوان مختلفة ناصعة. وفي معظم الحالات، فإنها تعيش محصورة في مواطن الغابات الممطرة الكثيفة، وكثيرًا ما تفصل بين أنواعها المختلفة جبال عالية، مما جعل كل فصيل منها يتطور بمعزل عن الآخرين. وهي تعيش على الفاكهة في غذائها الذي تتتاوله من الأنواع، بالإضافة إلى المفصليات بشكل أقل. وتمتلك طيور الجنة المتعددة الأجناس مجموعة متنوعة من أنظمة الحياة، والتي تتراوح بين الزواج الأحادي وحتى تعدد الزوجات.
استمر سكان نيو غينيا في تجارة ريش طيور الجنة على مدار ألفي عام. و كان هناك اهتمام كبير لهواة تجميع الطيور وعلماء الطيور والكتاب كذلك فأصبحت بعض أنواعها مهددة بالانقراض بسبب الصيد وفقد الموطن. ولذلك تقوم بعض الحكومات بمنع استيراد تلك الطيور للمحافظة على بقائها ومنع اكتساب الأموال عن طريق صيدها وبيعها.

## صور لبعض الأنواع

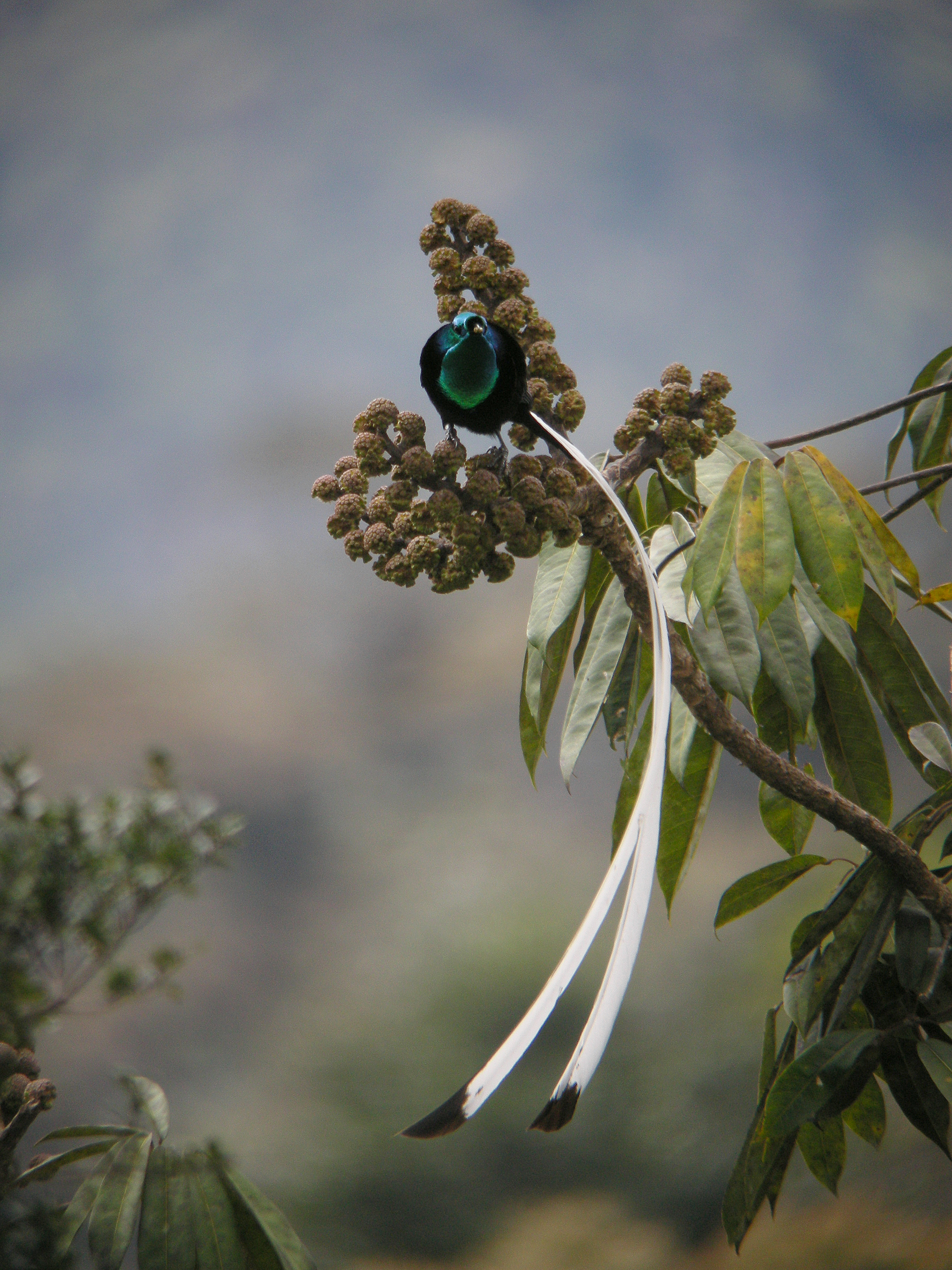
نوع ذو ريشتين للذيل طويلتين
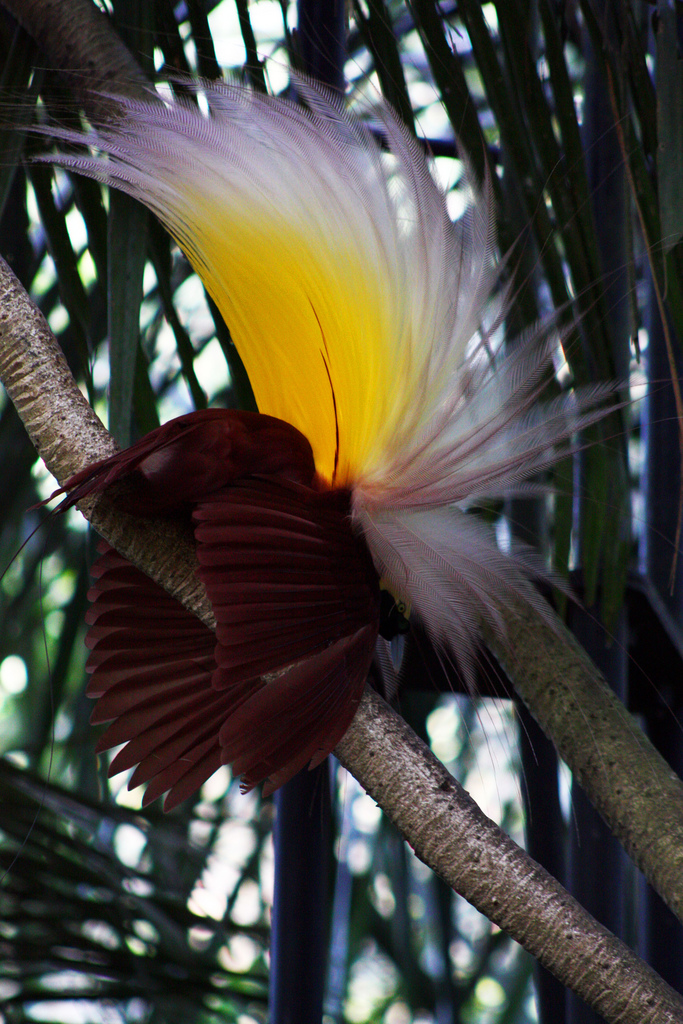
طائر الجنة "الكبير"، يستعرض نفسه
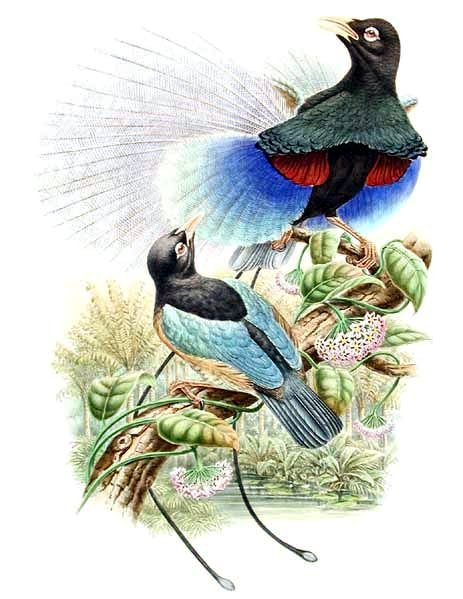
نوع " باراديسيا رودولفي" أو "الأزرق"
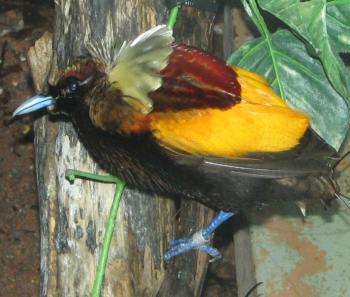
نوع "المغرد"
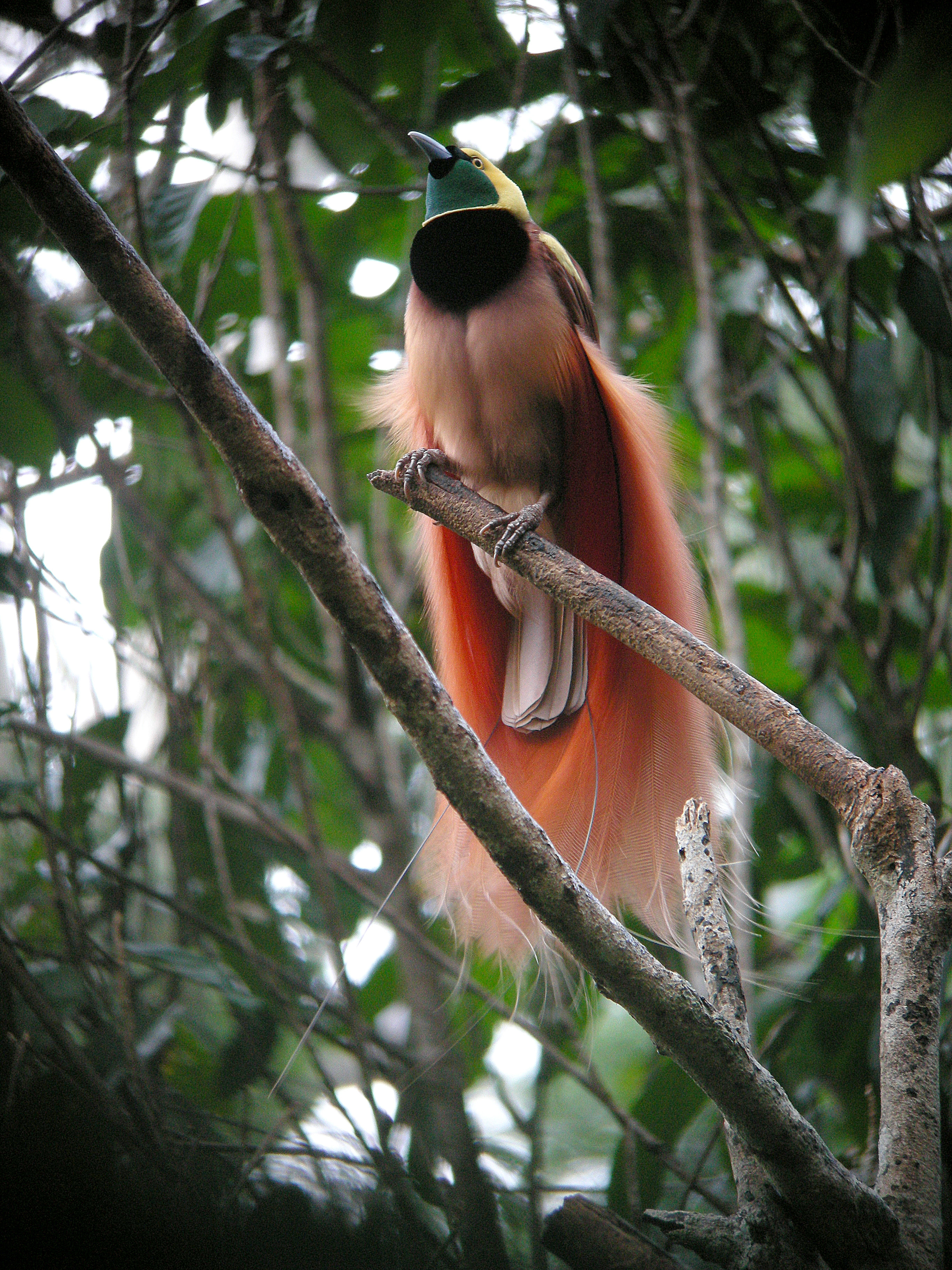
نوع "راجيانا" أو "راجي"
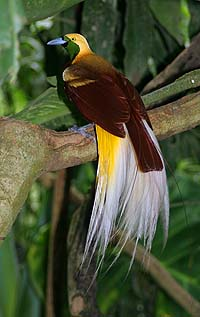
طائر الجنة الصغير "مينور"
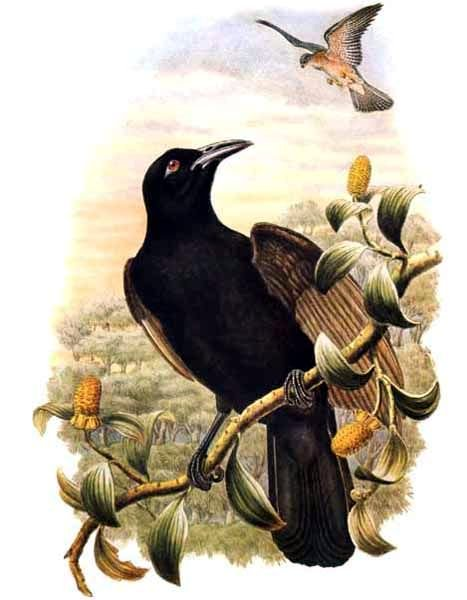
نوع غرابي الشكل
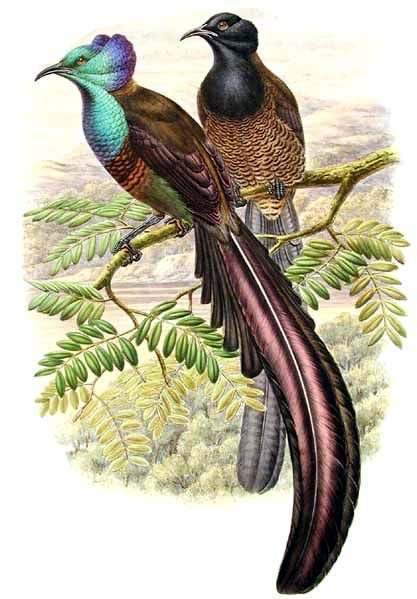
نوع "أسترابيا استفانيا"
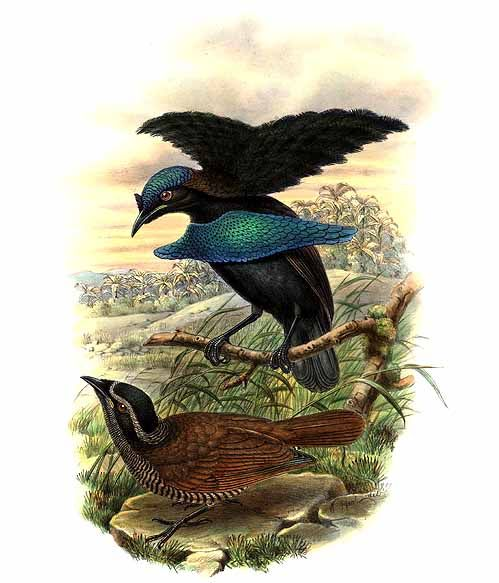
نوع "لوفورينا سوبربا" له كولة تحت الرقبة.
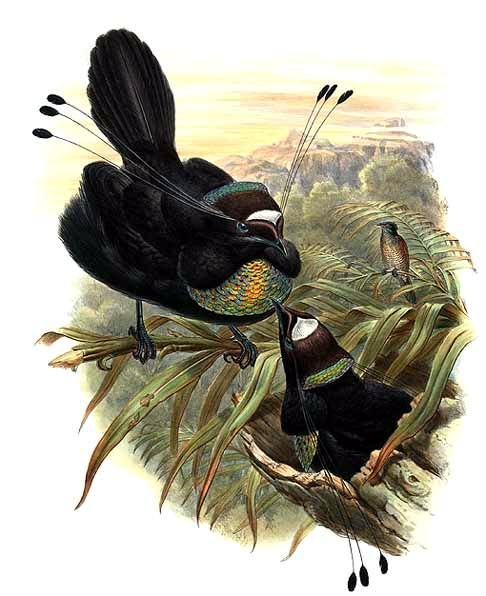
نوع " باروتيا سيفيلاتا" أو الشعاعي
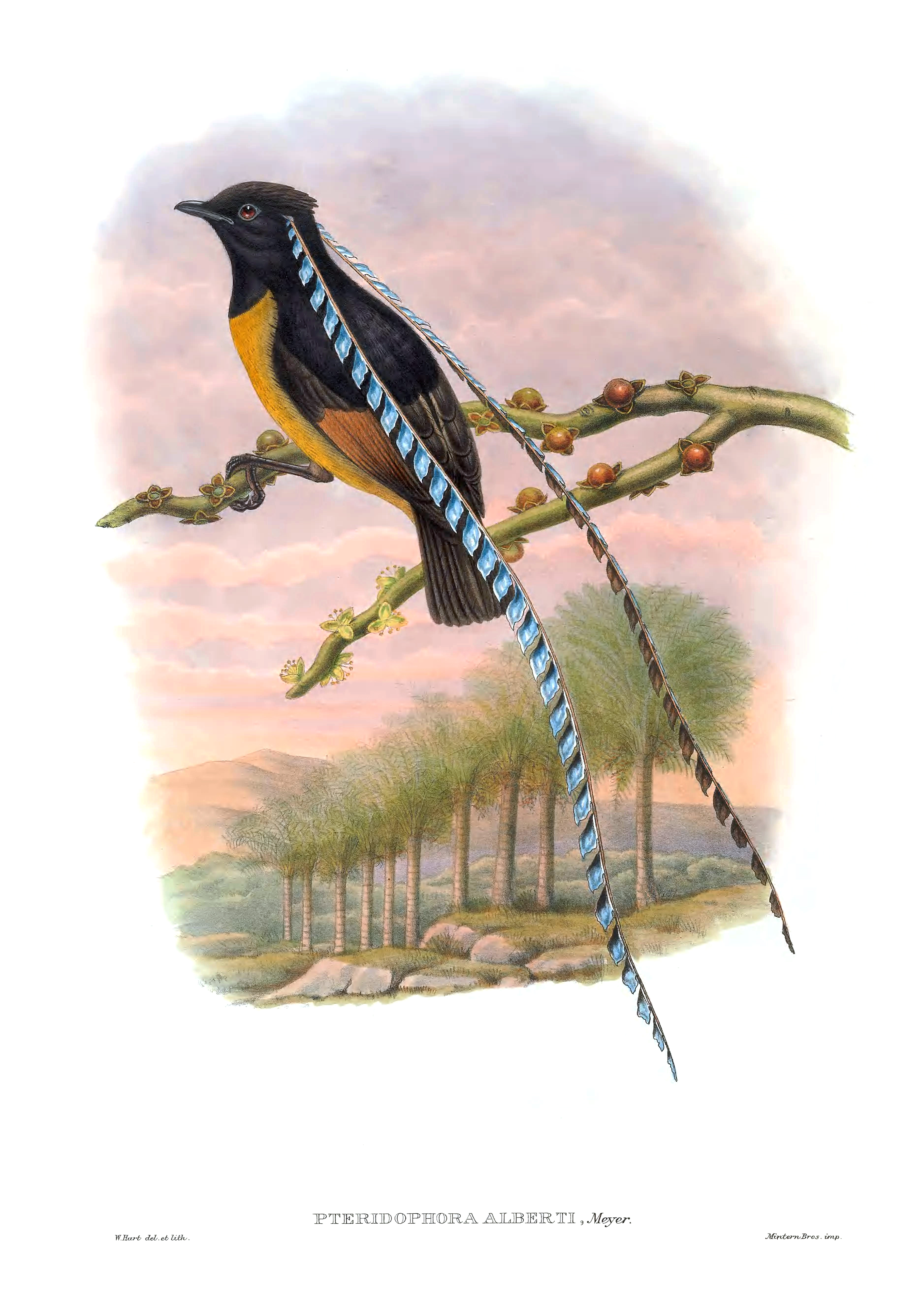
نوع "بتيريدوفورا ألبرتي" ذو الرموش الطويلة
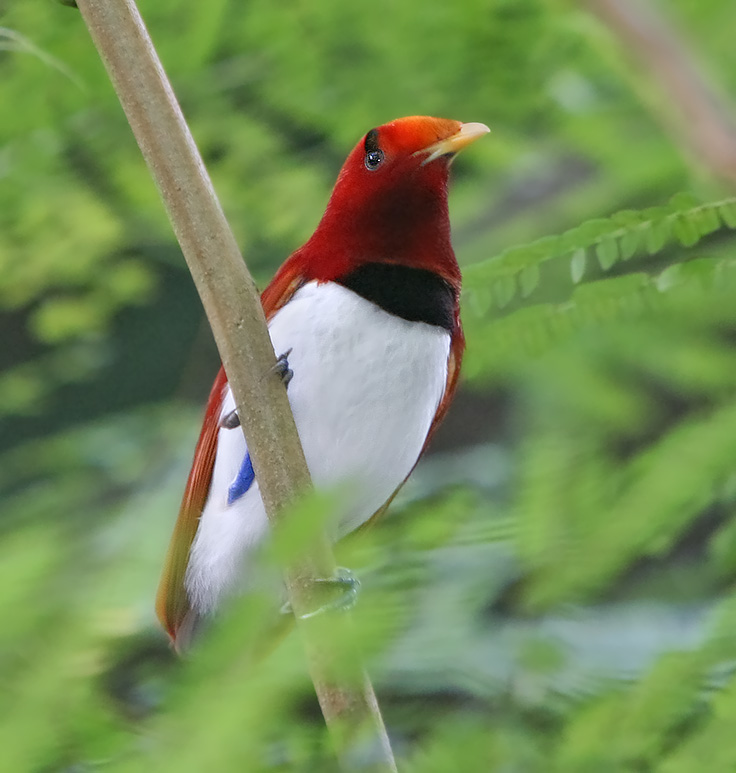
طائر جنة من نوع "الملكي"
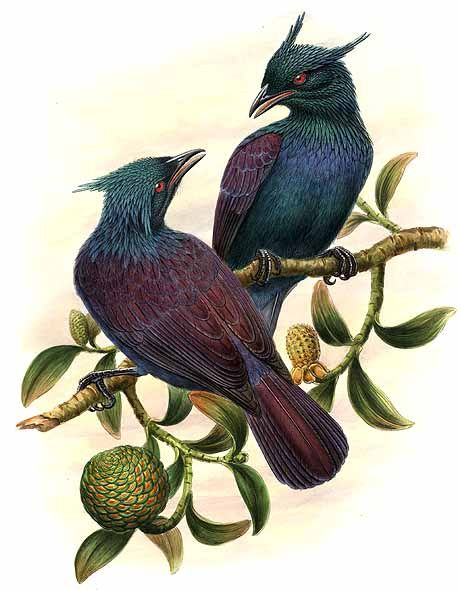
نوع "مانوكوديا"
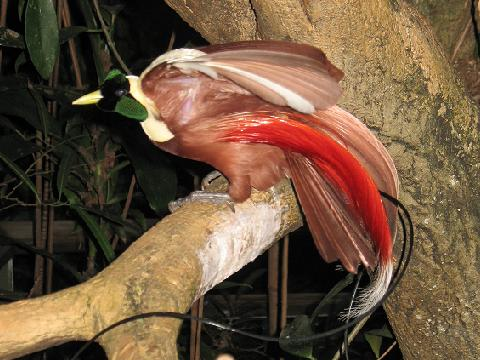
نوع "باراديسيا روبرا"

|

## وصلات خارجية
- Streaming video of a few birds of paradise's courtship display from Metacafe